# SN 2006E
SN 2006E – supernowa typu Ia odkryta 12 stycznia 2006 roku w galaktyce NGC 5338. W momencie odkrycia miała maksymalną jasność 14,30m.